# Creu al Reconeixement
La Creu al Reconeixement (en letó: Atzinības krusts) és una distinció fundada el 1938 de l'estat de Letònia, però remuntant els seus orígens històrics al 1710. S'atorga als letons i estrangers per serveis meritoris en el desenvolupament militar, assegurant la seguretat nacional i l'ordre públic, la defensa de les fronteres nacionals, i la promoció del patriotisme de Letònia.